# Хендрикс (тауншип, Миннесота)
Хендрикс (англ. Hendricks) — тауншип в округе Линкольн штата Миннесота (США). На 2010 год его население составило 201 человек.

## География
По данным Бюро переписи населения США площадь тауншипа составляет 94,5 км², из которых 91,0 км² занимает суша, а 3,4 км² — вода (3,62 %). На западе тауншипа находится город Хендрикс, территория которого полностью окружена тауншипом.

## История
Заселение территории тауншипа европейцами началось в 1873 году. Первым поселенцем стал Джон Натсон, который поселился на берегу озера Хендрикс со стороны Миннесоты. В декабре 1877 года было начато строительство лютеранской церкви, которое было закончено 24 апреля 1878 года. 4 октября 1879 года состоялось первое собрание жителей тауншипа. В 1884 году открылось почтовое отделение. Название тауншипа произошло от озера Хендрикс на его территории. 

## Население
В 2000 году в тауншипе проживало 220 человек. По данным переписи 2010 года население Хендрикса составлял 201 человек (из них 52,2 % мужчин и 47,8 % женщин), было 78 домашних хозяйств и 57 семей. Расовый состав: белые — 100,0 %. На территории тауншипа расположено 127 построек со средней плотностью 1,3 постройка на один квадратный километр.
Из 78 домашних хозяйств 64,1 % представляли собой совместно проживающие супружеские пары (19,2 % с детьми младше 18 лет), в 9,0 % домохозяйств мужчины проживали без жён, 26,9 % не имели семьи. В среднем домашнее хозяйство вели 2,58 человека, а средний размер семьи — 2,84 человека. В одиночестве проживали 20,5 % населения, 7,6 % составляли одинокие пожилые люди (старше 65 лет).
Население тауншипа по возрастному диапазону распределилось следующим образом: 21,9 % — жители младше 18 лет, 51,7 % — от 18 до 65 лет и 26,4 % — в возрасте 65 лет и старше. Средний возраст населения — 46,7 лет. На каждые 100 женщин приходилось 109,4 мужчин, при этом на 100 совершеннолетних женщин приходилось уже 106,6 мужчин сопоставимого возраста.
В 2014 году из 166 трудоспособных жителей старше 16 лет имели работу 117 человек. Медианный доход на семью оценивался в 70 536 $, на домашнее хозяйство — в 58 750 $. Доход на душу населения — 28 610 $.